# Miasino
Miasino är en ort och kommun i provinsen Novara i regionen Piemonte i Italien. Kommunen hade 794 invånare (2018). Orten ligger öster om Ortasjön.